# ردوندسکو
ردوندسکو (به ایتالیایی: Redondesco) یک کومونه در ایتالیا است که در استان منتووا واقع شده‌است.

## خصوصیات
ردوندسکو ۱۹٫۱ کیلومترمربع مساحت و ۱٬۳۷۸ نفر جمعیت دارد.